# Seguine Mansion
 (mars 2024).
Seguine Mansion (Manoir Seguine), également manoir Seguine-Burke, est un édifice historique situé sur Lemon Creek, près de la rive sud de Staten Island, à New York. La maison de style néo-grec est l'un des rares témoignages existants de la vie du XIXe siècle à Staten Island. Il est inscrit au registre national des lieux historiques et est membre du Historic House Trust.

## Histoire
James Seguine a acheté une propriété près de Lemon Creek entre 1780 et 1786, et son petit-fils Joseph H. Seguine a construit la maison sur la propriété en 1838. Il ajouta une grange à foin, une remise et des écuries. Joseph était un homme d'affaires de premier plan dans la région, fondant plusieurs sociétés, dont la société Staten Island Railroad. Il mourut en 1856. En 1868, la famille fut contrainte de vendre la maison et le terrain. En 1916, les descendants purent racheter la maison qui resta dans la famille jusqu'en 1981.
En 1981, la maison avait sérieusement besoin de réparations et a été vendue à George Burke, qui avait auparavant restauré d'autres bâtiments historiques. Burke a non seulement sauvé le bâtiment, mais a également veillé à ce que la propriété ne soit pas divisée. La rénovation de l'extérieur de la maison a nécessité plus de cinq ans et soixante gallons de peinture. Burke a rempli la maison de sa collection d'œuvres d'art et de meubles, dont beaucoup acquis au cours de ses années en Angleterre après la Seconde Guerre mondiale, alors qu'il était dans l'armée de l'air. Après avoir restauré la maison et créé un centre équestre sur le site, Burke a fait don du manoir Seguine à la ville de New York en 1989 et conserve un droit à vie sur le site.
Le département des parcs de la ville de New York est propriétaire de la maison. Des visites sont programmées par les Amis de la Maison Seguine, sur rendez-vous.